# Agonia Records
Agonia Records – polska, niezależna wytwórnia płytowa specjalizująca się w muzyce black i deathmetalowej. Powstała w 2003 roku w Pile.
Nakładem oficyny ukazały się nagrania m.in. takich zespołów jak: Aborym, Azarath, Anaal Nathrakh, Absu, Ephel Duath oraz Origin.